# شلوب

مبارزهٔ سم با شلوب در ارباب حلقه‌ها ساختهٔ پیتر جکسون.

شلوب (Shelob) نام یک عنکبوت غول پیکر در سرزمین میانی در داستان‌های جی. آر. آر. تالکین است که در پایان کتاب چهارم، جلد دوم در داستان دو برج ارباب حلقه‌ها، دربارهٔ او سخن به میان می‌آید. راهروی عبوری از لانهٔ شلوب مستقیم به موردور راه دارد. گالوم از قصد فرودو را از مسیر لانهٔ او می‌برد تا شلوب فرودو را شکار کند و حلقه دوباره از آن او شود. اما سم‌وایز گمجی به شدت شلوب را با استینگ، خنجر ویژهٔ فرودو و جام نورانی که گالادریل داده بود، زخمی می‌کند.

## توضیح
شلوب یک موجود پلید (مؤنث) در قالب عنکبوت است. او آخرین فرزند آنگولیانت است تا سرزمین غمگین را دچار مشکل کند. شلوب با اینکه موجودی پلید است و در محدودهٔ موردور زندگی می‌کند اما از سائورون و نقشه‌هایش جدا است. شلوب در خدمت هیچ‌کس جز خودش نیست؛ خون انسان‌ها و الف‌ها را می‌نوشد و از این راه فربه می‌شود، او بر سر قربانیانش می‌نشیند، برای تمام موجودات زنده ای که می‌توانند خوراکش شوند تارهای تاریکی می‌بافد و تاریکی بالا می‌آورد. از جمله نوادگان او می‌توان به عنکبوتی اشاره کرد که بیلبو در رمان هابیت شکست داد.
شلوب از سوی گالوم مورد پرستش بود. اورک‌ها به او «شالوب بزرگ» و «بانوی من» می‌گفتند و در مقابل گالوم را «خبرچین او» نامیده بودند. سائورون از وجود شالوب در آن منقطه استفاده می‌کرد و او را به عنوان نگهبان مسیر می‌دانست همچنین گاهی زندانیانش را به شلوب می‌داد تا بخورد.
گالوم تلاش کرد تا فرودو و سم را به چنگ شلوب اندازد تا آنها را بخورد و بعد حلقه یگانه را از آن خود کند.

## ریشه
عبارت شلوب shelob به صورت she + lob تجزیه می‌شود که lob از loppe در زبان انگلیسی باستان به معنی عنکبوت گرفته شده‌است.